# ChS4
ChS2(러시아어: ЧС2)는 체코슬로바키아의 철도 차량 제작사인 슈코다가 제조한 전기 기관차이다. 1963년부터 1972년까지 생산되었으며 전기 공급 방식이 3,000 볼트 교류 방식인 전기 철도에 사용되었다.
1950년대부터 소련이 경제상호원조회의를 통해 동유럽 국가에 간선 디젤 기관차를 수출했고 체코슬로바키아에서 전기 디젤 기관차, 여객 전기차, ChS2형 전기 기관차를 수입했다. 1972년에는 슈코다가 ChS4형 기관차를 개량한 ChS4T를 제조했다.